# Bakesaurus
Bakesaurus byl ornitopodní dinosaurus (zřejmě iguanodontid nebo hadrosaurid), žijící v období svrchní křídy na území dnešní Číny. Tento rod je zmíněn v čínské knize (v anglickém překladu) The Dinosaur Egg Fossils in Nanyang, China autora Zhou, S. (2005). Vědecká komunita si však stále není jistá, zda toto jméno existuje jako oficiální vědecký taxon. 
Taxon „Bakesaurus“ se na internetu objevil až v únoru roku 2006, kdy se o něm zmínil na internetovém diskuzním fóru Dinosaur Mailing List Jerry D. Harris. 